# Autoridad Portuaria de Pasajes
La Autoridad Portuaria de Pasajes, también conocida por la denominación comercial de Pasaia Port, es una autoridad portuaria española dependiente del ente público Puertos del Estado del Ministerio de Transportes, Movilidad y Agenda Urbana, configurada como el organismo público encargado de operar el puerto de Pasajes, de titularidad estatal.
La Autoridad Portuaria de Pasajes tiene su sede en el Edificio Transatlántico, en el puerto de Pasajes.

## Presidentes
Presidentes de la Junta del Puerto de Pasajes:
| Titular                  | Fecha de inicio       | Fecha de fin                                                              |
| ------------------------ | --------------------- | ------------------------------------------------------------------------- |
| Pascual Dorronsoro Ostiz | 28 de octubre de 1968 | 12 de marzo de 1977                                                       |
| Ramón Vizcaíno Ezquerra  | 12 de marzo de 1977   | 24 de febrero de 1983                                                     |
| Carlos García Cañibano   | 24 de febrero de 1983 | 31 de enero de 1987                                                       |
| Antonio Gutierro Calvo   | 8 de abril de 1987    | 19 de julio de 1996(como Presidente de la Autoridad Portuaria de Pasajes) |

Presidentes de la Autoridad Portuaria de Pasajes:
| Titular                                | Fecha de inicio                                                        | Fecha de fin            |
| -------------------------------------- | ---------------------------------------------------------------------- | ----------------------- |
| Antonio Gutierro Calvo                 | 8 de abril de 1987 (como Presidente de la Junta del Puerto de Pasajes) | 19 de julio de 1996     |
| José Manuel Aizpurua Sánchez           | 19 de julio de 1996                                                    | 2 de junio de 1998      |
| Miguel Ángel Buen Lacambra             | 11 de junio de 1998                                                    | 1 de septiembre de 1998 |
| José Ignacio Espel Fernández           | 1 de septiembre de 1998                                                | 23 de julio de 2025     |
| Joxe Joan González de Txabarri Miranda | 23 de julio de 2007                                                    | 23 de junio de 2009     |
| Miguel Ángel Buen Lacambra             | 9 de julio de 2009                                                     | 14 de abril de 2011     |
| Lucio Hernando Albistegui              | 14 de abril de 2011                                                    | 16 de febrero de 2013   |
| Ricardo Peña Quintela                  | 16 de febrero de 2013                                                  | 6 de febrero de 2018    |
| Félix Garciandía Tellería              | 6 de febrero de 2018                                                   | 8 de septiembre de 2020 |
| Joakin Telleria Aguirrezabala          | 16 de octubre de 2020                                                  | 21 de marzo de 2025     |
| Izaskun Goñi Razquin                   | 7 de abril de 2025                                                     | En el cargo             |

## Directores
| Titular                       | Fecha de inicio    | Fecha de fin |
| ----------------------------- | ------------------ | ------------ |
| César Salvador                | 2019               | 2021         |
| David Candelario Iparraguirre | 2 de julio de 2021 | Actualidad   |